# 広瀬宏之
広瀬 宏之（ひろせ ひろゆき、1969年 - ）は、日本の小児科医・小児精神科医。学位は、博士（医学）。2008年より横須賀市療育相談センター所長を務めている。

## 来歴
- 1969年 - 東京都生まれ
- 1995年 - 東京大学医学部医学科卒業
- 1995年 - 1996年 東京大学医学部附属病院小児科
- 1996年 - 1999年 千葉徳洲会病院小児科
- 1999年 - 2003年 東京大学大学院医学系研究科
- 2003年 - 2007年 国立成育医療研究センターこころの診療部発達心理科
- 2006年 - 2007年 フィラデルフィア小児病院児童精神科
- 2008年 - 横須賀市療育相談センター所長
- 2015-22年 放送大学客員准教授（兼務）「精神医学特論」「精神疾患とその治療」担当
- 2022-年 放送大学客員講師（兼務）「精神疾患とその治療」担当

## 専門
- 発達障害の診療、支援、地域療育
- 小児精神疾患の診療
- 小児神経疾患の診療

## 学会
- 日本小児科学会専門医
- 日本小児神経学会専門医（評議員）
- 日本小児精神神経学会認定医（常務理事・学会誌編集委員長）
- 子どものこころ専門医・指導医
- 日本小児医療保健協議会合同委員会　発達障害への対応委員会（委員長）

## 著書

### 単著
- 『図解 よくわかるアスペルガー症候群』 ナツメ社、2008年（絶版）
- 『「もしかして、アスペルガー？」と思ったら読む本』 永岡書店、2015年
- 『発達障害支援のコツ』 岩崎学術出版社、2018年6月
- 『「ウチの子、発達障害かも?」と思ったら最初に読む本』 永岡書店、2018年7月
- 『発達・子育て相談のコツ―小児精神・神経科医の100問・100答』岩崎学術出版社、2019年6月
- 『発達障害支援の実際ー事例から学ぶダイアローグのコツ』 岩崎学術出版社、2020年2月
- 『発達障害のある子育てー家族で支える・家族を支える』岩崎学術出版社、2021年6月
- 『発達障害診療の手引きー地域支援で医師のできること』岩崎学術出版社、2022年4月
- 『発達障害グレーゾーンの子の育て方がわかる本 』講談社健康ライブラリー、2023年11月 （監修）

### 共著
- 『療育技法マニュアル第18集 発達障害とのかかわり』 （神田橋條治）小児療育相談センター、2009年
- 『精神医学特論』（石丸昌彦）放送大学教育振興会、2016年
- 『精神疾患とその治療』（石丸昌彦）放送大学教育振興会、2020年、ほか多数

### 訳書
- 『自閉症のDIR治療プログラム』 S.グリーンスパン、創元社、2009年（絶版）、2023年金子書房（再版）
- 『ADHDの子どもを育む』 S.グリーンスパン、創元社、2011年 （監訳）
- 『こころの病への発達論的アプローチ』 S.グリーンスパン、創元社、2014年 （監訳）

## 関連人物
- 神田橋條治
- 宮尾益知
- 榊原洋一
- 久保田雅也
- 原仁